# Felix Anthony Machado
Felix Anthony Machado (ur. 6 czerwca 1948 w Remedy) – indyjski duchowny katolicki, biskup Vasai w latach 2009–2024

## Życiorys

### Prezbiterat
Święcenia kapłańskie otrzymał 30 października 1976. Był m.in. kapelanem Hofstra University w Nowym Jorku i wykładowcą seminarium w Mumbaju. W latach 1999–2008 był podsekretarzem Papieskiej Rady ds. Dialogu Międzyreligijnego.

### Episkopat
16 stycznia 2008 został mianowany biskupem diecezji Naszik, otrzymując jednocześnie tytuł arcybiskupa ad personam. Sakry biskupiej udzielił mu 8 marca 2008 arcybiskup Bombaju - kard. Oswald Gracias.
10 listopada 2009 papież Benedykt XVI mianował go biskupem ordynariuszem Vasai. Ingres odbył się 19 grudnia 2009.
W latach 2020-2024 był sekretarzem generalnym indyjskiej Konferencji Episkopatu.
6 czerwca 2024 papież Franciszek przyjął jego rezygnację z urzędu biskupa ordynariusza Vasai złożoną ze względu na wiek.